# La Ventosa (Salamanca)
La Ventosa es un despoblado del municipio de El Pedroso de La Armuña, dentro de la provincia de Salamanca. Este despoblado es un conjunto de granjas en tierra de regadío (maíz), que en el año 2017 contaba con un habitante.  

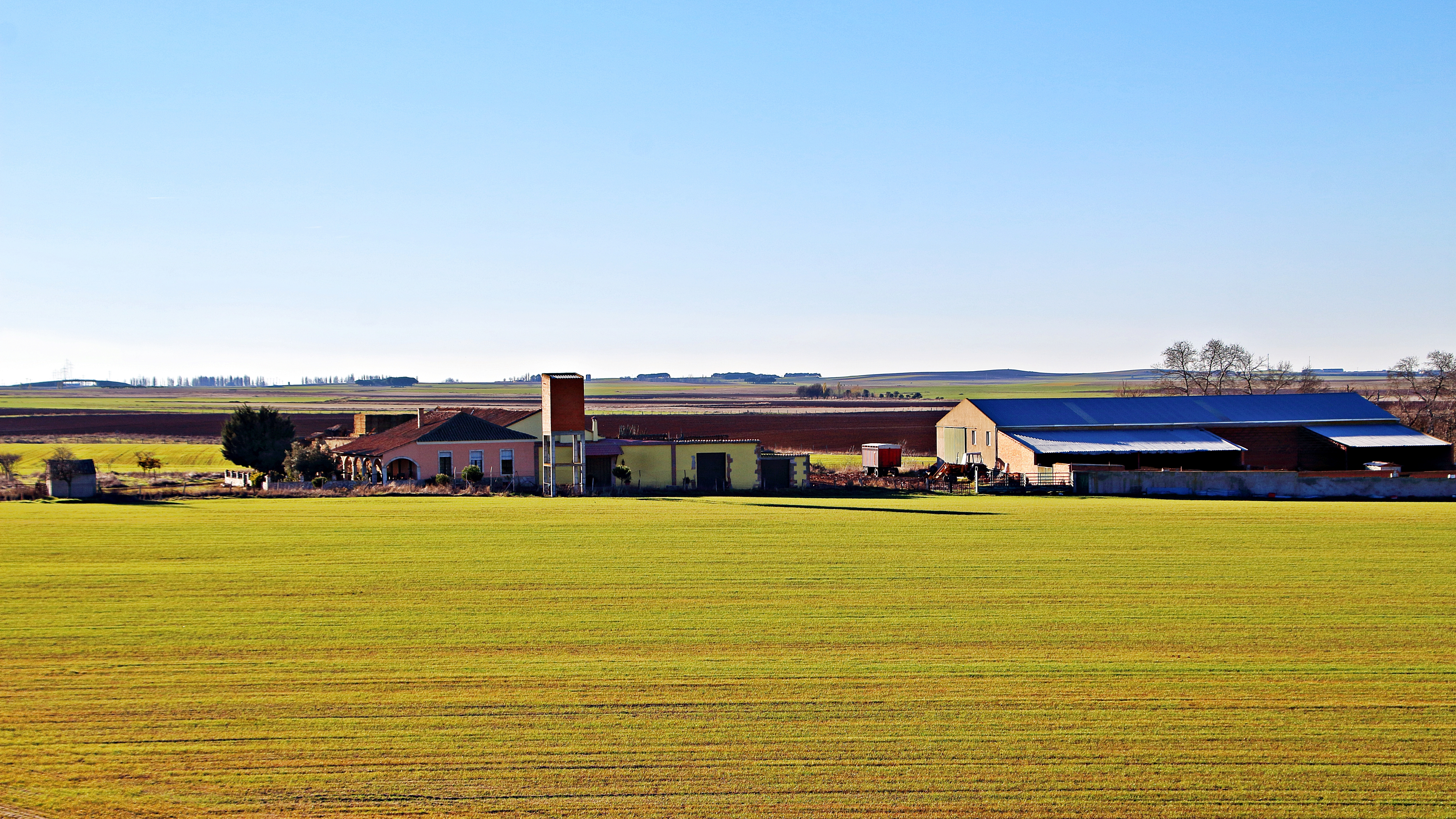
Despoblado de La Ventosa en El Pedroso de La Armuña